# Beaver (Alaska)
Beaver es un lugar designado por el censo situado en el área censal de Yukón–Koyukuk en el estado estadounidense de Alaska. Según el censo de 2010 tenía una población de 84 habitantes.

## Demografía
Según el censo de 2010, Beaver tenía una población en la que el 1,2% eran blancos, 0,0% afroamericanos, 97,6% amerindios, 0,0% asiáticos, 0,0% isleños del Pacífico, el 0,0% de otras razas, y el 1,2% pertenecían a dos o más razas. Del total de la población el 4,8% eran hispanos o latinos de cualquier raza.

## Localidades adyacentes
El siguiente diagrama muestra a las localidades más próximas a Beaver.